# La Fée Printemps (film, 1904)
Pour les articles homonymes, voir La Fée Printemps.
Pour plus de détails, voir Fiche technique et Distribution.
La Fée Printemps est un film muet français réalisé par Vincent Lorant-Heilbronn, produit par Pathé Frères et sorti en 1904. 

## Fiche technique
- Réalisation : Vincent Lorant-Heilbronn
- Couleur: Pathécolor, N&B
- Longueur: 55 m